# 赤神幸依
赤神 幸依（あかがみ ゆい、1994年5月18日- ）は、日本のファッションモデル、女優。身長160cm、おうし座。所属事務所は株式会社キリンプロ。

## 略歴・人物
- モデルになる前は看護師を目指していた。18歳で上京し、看護学校に通っていた時にファッションモデルの森絵梨佳に憧れ、オーディションを受けて合格した[3]。

- 2016年、モデルの仕事をしながら看護の勉強をし、看護師国家試験に合格。「看護の有資格者として、専門的な知識を生かして心身の健康と美容を追求していきたいですし、それを発信することで誰かの心の支えになることがしたいと思っています」と自身のブログで報告した[4]。

- 『あめ』の名義でモデル等の活動をしていたが、2016年から『赤神幸依』で活動している[5]。

- 2017年、講談社主催の女性アイドルオーディション『MISS iD2017』で『VoCE賞』を獲得[6]。

- 2017年3月、『落語とハワイが恋をしてる』で舞台初出演を果たした[7]。

- 好きなアーティストはChara、YUKI。好きな女優は蒼井優。好きな本は向田麻衣の「美しい瞬間を生きる」[6]。

- 趣味は買い物、映画鑑賞、美容研究[8]。

- バスケットボールが得意[9]。小学校2年生からバスケットボールを始め、中学校の頃に男子と同じチームに入ってバスケをしたという[10]。

## 出演

### スチール
- NatureLab - jourmoe
- ゼビオ福袋
- P&G - WHISPER
- マガジンハウス - an・an
- BEAUTY&LIFESTYLE MAGAZINE - CYAN
- エプソン
- 日本能率協会マネジメントセンター - NOLTY
- 小学館 - 美的
- 集英社 - MAQUIA
- 講談社 - VoCE
- 集英社 - MORE
- オルビス - hinami
- ハースト婦人画報社 - 25ansウエディング
- ゴルフファッション誌 - Regina
- indigo la End 2nd full album『藍色ミュージック』ジャケット
- 講談社 - ＃クボメイク

### 広告
- AMOジャパン
- タカミスキンピール
- ゼビオ

### WEB
- HONDA - カーシェアリング
- サイバーエージェント - ﾄﾞｷﾄﾞｷＬＩＶＥ/AWA
- 下着ブランド feast - シーズンルック
- ランジェリーコンセプトショップ - イルフェリーノ
- 新マッチングアプリ - ＴＯＲＴＥ
- AbemaTV - DTテレビ番宣
- メンズファッションプラス
- ソフトバンク株式会社 - FITでんき
- 永谷園
- ハースト婦人画報社 - ELLE girl
- 神戸レタス
- BEAMS
- nana’sgreentea
- STUDIOS

### VP
- ぼくのりりっくのぼうよみ
- 第一興商　BIGECHO
- nana’sgreentea
- indigo la End『愛の逆流』
- indigo la End『藍色好きさ』